# 钩苞大丁草
钩苞大丁草（学名：Gerbera delavayi）是菊科大丁草属的植物，为中国的特有植物。分布在中国大陆的云南等地，生长于海拔1,800米至3,200米的地区，多生长在荒坡、旷地和林边草丛中，目前尚未由人工引种栽培。

## 异名
- Gerbera delavayi Franch. var. henryi (Dunn) C. Y. Wu
- Gerbera graminicola Hutch.
- Gerbera henryi Dunn